# Kasia Moś
Katarzyna »Kasia« Moś (Poljska izgovorjava: [kataˈʐɨna ˈKaɕa ˈMɔɕ]), poljska pevka, tekstopiska in plesalka, * 3. marec 1987, Ruda Śląska, Poljska
Leta 2011 je bila članica skupine The Pussycat Dolls Burlesque Revue, leta 2012 pa je bila tretja v tretji sezoni poljske različice Must Be the Music. Na tekmovanju za Pesem Evrovizije 2017 je zastopala Poljsko s pesmijo »Flashlight«, končala je na 22. mestu.

## Zgodnje življenje in izobraževanje
Kasia je hči Mareka Mośa, člana glasbene skupine Aukso.  Študirala je violončelo in klavir na glasbeni šoli Frederica Chopina v Bytomu. Diplomirala pa je iz jazza in sodobne glasbe, diplomirala pa je na Vokalni akademiji za glasbo Karola Szymanowskega v Katovicah.  Pri petnajstih letih je Moś začela obiskovati tečaje petja pri Elżbiete Chlebek. 

## Glasbena kariera
Na začetku glasbene kariere je Moś sodelovala z različnimi skupinami, kot so Stetsons in Big Band Lotharsi, pa tudi s skupino The Fire, ki so jo sestavljali učitelji in študentje jazzovskega oddelka na Glasbeni akademiji v Katovicah. 
Leta 2002 je posnela svoj prvi demo, ki ga je med drugim napisal Robert Janson, ustanovitelj je bila Variusa Manxa.  Leta 2005 je izdala "I Wanna Know", ki jo je izvedla v Piosenka dla Europy 2006, poljskem nacionalnem finalu za pesem Evrovizije 2006.  Končala je na desetem mestu. 
Leta 2011 je Moś odpotovala v Las Vegas v ZDA, kjer je spoznala ameriškega producenta Robina Antina, ustanovitelja dekliške skupine The Pussycat Dolls. Po vrnitvi na Poljsko je posnela več pesmi in jih poslala Antinu. Kasneje v letu je znova odpotovala v ZDA, potem ko jo je Antin pozval, naj se pridruži skupini The Pussycat Dolls Burlesque Revue, s katero je med drugim nastopila v sobi Viper.  Med polletno pogodbo je sodelovala s pevkami, kot so Kelly Osbourne, Mýa in Carmen Electra , igralka Eva Longoria pa jo je povabila k petju na dobrodelni dražbi, ki jo je organizirala njena fundacija. 
Oktobra 2015 je izdala svoj prvi studijski album Inspination.  Eden od singlov z albuma "Addiction" se je uvrstil na Krajowe Eliminacje 2016, poljski državni finale za pesem Evrovizije 2016.  V finalu, ki je potekal 5. marca 2016, je pesem prejela 3,39% glasov in se uvrstila na šesto mesto.  Istega leta se je Moś pojavila na naslovnici oktobrske številke poljske različice revije Playboy. 
Februarja 2017 je izdala "Flashlight", ki bo vključen v njen drugi studijski album. Pesem se je uvrstila v nacionalni finale za tekmovanje za pesem Evrovizije 2017, kjer je tudi zmagala.   Moś je 9. maja nastopila v prvem polfinalu tekmovanja, s 119 točkami se je uvrstila na 9. mesto in se na koncu uvrstila v finale.   Finale je potekalo 13. maja. V finalu je s 64 točkami zasedla 22. mesto.

## Diskografija

### Studijski albumi
| Naslov        | Podrobnosti                                                                                       |
| ------------- | ------------------------------------------------------------------------------------------------- |
| Inspination   | - Objavljeno: 9. oktobra 2015 - Glasbena založba: Fonografika - Format: CD, digitalni prenos      |
| Moniuszko 200 | - Objavljeno: 21. maja 2021 - Glasbena založba: Polskie Radio - Format: CD, DVD, digitalni prenos |

## Prijave na predizbor zaPesem Evrovizije
| Leto | Država  | Pesem          | Rezultat | Avtorji pesmi                                     |
| ---- | ------- | -------------- | -------- | ------------------------------------------------- |
| 2006 | Poljska | »I Wanna Know« | 10.      | Robert Janson                                     |
| 2016 | Poljska | »Addiction«    | 6.       | Kasia Moś, Mateusz Moś, Paweł Olszówka            |
| 2017 | Poljska | »Flashlight«   | 1.       | Kasia Moś, Pete Baringger, Rickard Bonde Truumeel |